# Róża Etkin-Moszkowska
Róża Etkin-Moszkowska, née en 1908 à Varsovie est une pianiste polonaise. Plus jeune participante, elle emporte le 3e prix au premier concours international de piano Frédéric-Chopin en 1927.
Elle est l'une des élèves d'Aleksander Michałowski et de Zbigniew Drzewiecki. Au début des années 1930, elle s'installe à Berlin pour étudier avec le professeur Moritz Mayer-Mahr. Elle développe un très grand répertoire, comprenant la fin des sonates de Beethoven, les concerti de Rachmaninov, les Variations Goldberg, les œuvres de Prokofiev  et de Karol Szymanowski et les arrangements de Leopold Godowsky des Valses de Chopin. Elle a beaucoup joué Chopin et a obtenu l'approbation critique pour sa performance de son premier concerto pour piano. Elle a fait plusieurs enregistrements, certains produits sous le label Tri-Ergon de Berlin.
Elle épouse Ryszard Moszkowski, neveu du compositeur Moritz Moszkowski. Tous deux sont assassinés en janvier 1945 par des soldats allemands au district de Żoliborz district de Varsovie. Alors que l'armée allemande se retire de Varsovie, un soldat jette une grenade dans l'abri où eux et plusieurs autres personnes se réfugiaient.

## Source de la traduction
- (en) Cet article est partiellement ou en totalité issu de l’article de Wikipédia en anglais intitulé « Róża Etkin-Moszkowska » (voir la liste des auteurs).